# Alexandre Quintanilha
Alexandre Tiedtke Quintanilha GOSE (Lourenço Marques, atual Maputo, Moçambique, 9 de agosto de 1945), é um investigador na área da Física, professor catedrático jubilado do Instituto de Ciências Biomédicas Abel Salazar e político português.

## Biografia
Filho de pai português, o Prof. Doutor Aurélio Quintanilha, biólogo especialista em botânica, natural dos Açores, e de mãe alemã, Lucya Tiedtke, Alexandre Quintanilha completou os estudos secundários em Lourenço Marques, tendo prosseguido os estudos universitários na África do Sul. 
Licenciado em Física Teórica em 1968 na Universidade de Witwatersrand, em Joanesburgo, e doutorado em Física do Estado Sólido em 1972, pela mesma universidade.
Trabalhou durante vários anos na Universidade da Califórnia, Berkeley, nos Estados Unidos, onde foi diretor do Centro de Estudos Ambientais, tendo desenvolvido investigação nessa área. Entre 1983 e 1990, foi diretor assistente no Laboratório Nacional Lawrence, secção de Energia e Ambiente, e, entre 1987 e 1990, desempenhou o cargo de diretor do Centro de Estudo de Tecnologia da Biosfera.
Em 1991 foi nomeado diretor do Centro de Citologia Experimental e professor no Instituto de Ciências Biomédicas Abel Salazar (ICBAS), da Universidade do Porto. É professor catedrático jubilado do ICBAS, diretor do Centro de Citologia Experimental e coordenador do Instituto de Biologia Molecular e Celular, também no Porto.
Publicou perto de 100 artigos em várias revistas científicas de nível mundial, foi editor e autor de seis volumes em áreas da Biologia e Ambiente, foi consultor redatorial da Enciclopédia de Física Aplicada e escreveu dezenas de artigos e relatórios em livros, revistas e jornais de divulgação, sendo ainda coordenador e autor de vários trabalhos nas áreas da Biologia, do Ambiente e da Física Aplicada.
Desde 2022, é membro correspondente da Classe de Ciências da Academia das Ciências de Lisboa (9.ª Secção - Tecnologias, Conhecimento e Sociedade).

## Homenagens
Em 17 de março de 1993 foi feito Grande-Oficial da Ordem Militar de Sant'Iago da Espada.
Em 2019 recebeu o Doutoramento Honoris Causa pela Universidade de Évora.

## Vida política
Alexandre Quintanilha entrou na vida política após se ter jubilado como docente e investigador universitário, em 2015, como cabeça-de-lista do Partido Socialista pelo círculo eleitoral do Porto nas Eleições legislativas portuguesas de 2015.

## Vida privada
Assumidamente homossexual, mantém, desde 1978, uma relação amorosa com Richard Zimler, romancista, jornalista e professor norte-americano, naturalizado português em 2002. O casal, residente no Porto desde 1990, foi um dos primeiros formados por figuras públicas a consorciar-se pela nova lei do casamento civil, que permite o casamento entre pessoas do mesmo sexo em Portugal.